# Eguna
Eguna (euskera per "El dia") va ser el primer diari en euskera. Es va editar per primera vegada l'1 de gener del 1937 i va deixar d'aparèixer quan les tropes franquistes van conquerir Biscaia, l'últim reducte del govern basc el juny d'aquell mateix any.